# Hans Frauenfelder

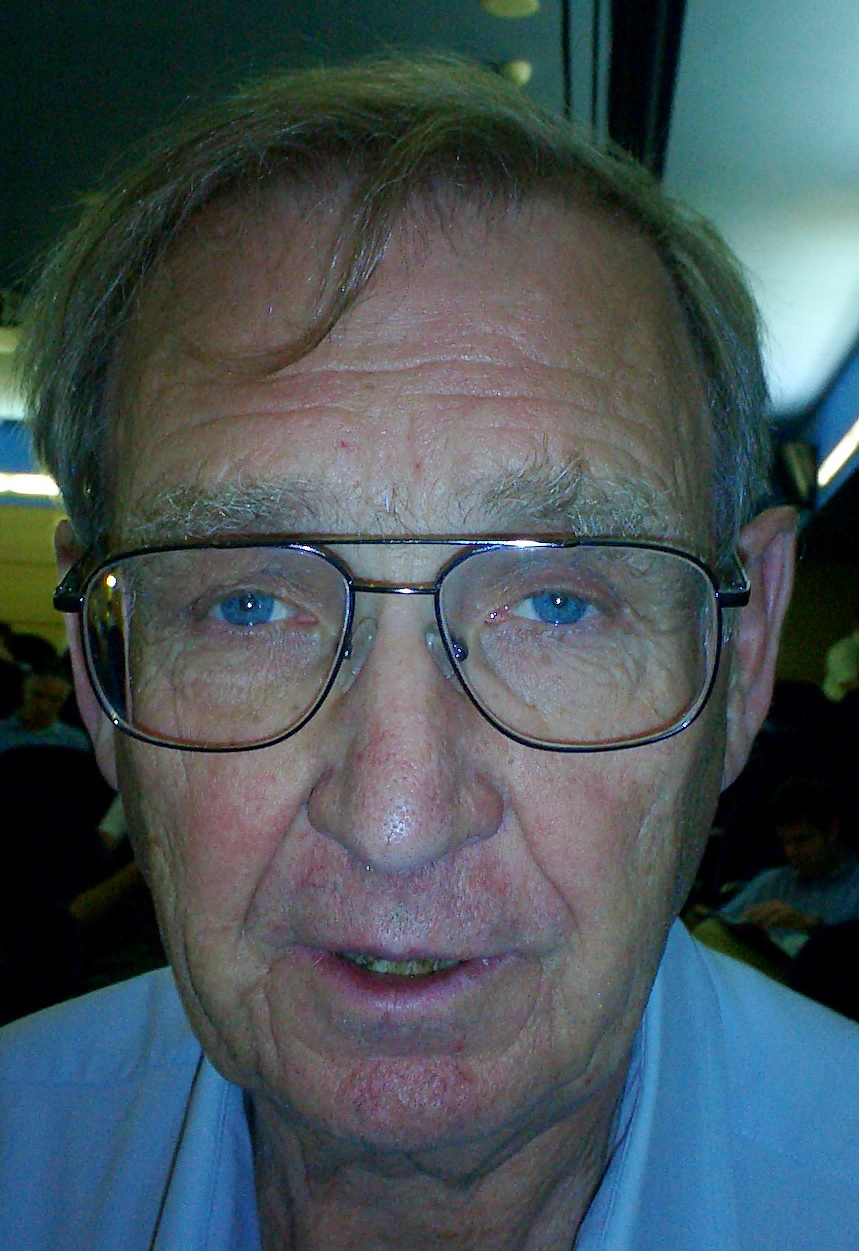
Hans Frauenfelder

Hans Emil Frauenfelder (* 28. Juli 1922 in Neuhausen am Rheinfall; † 10. Juli 2022 in Tesuque, New Mexico) war ein schweizerisch-US-amerikanischer Physiker.

## Werdegang
Frauenfelder studierte an der ETH Zürich, wo er 1947 sein Diplom machte und 1950 mit einer Arbeit über Die Untersuchung von Oberflächenprozessen mit Radioaktivität bei Paul Scherrer  promovierte. Er hörte dort auch bei Gregor Wentzel und Wolfgang Pauli. Er war danach dort Assistent, bevor er in die USA an die University of Illinois at Urbana-Champaign ging, wo er 1952 Assistant Professor wurde, 1956 Associate Professor und 1958 Professor. Ab 1978 war er dort Mitglied des Center for Advanced Study und seit 1995 war er dort Professor Emeritus für Physikalische Chemie und Biophysik. 1992 ging er ans Los Alamos National Laboratory, wo er 1995 bis 2003 Direktor des Center for Nonlinear Studies war. Danach war er dort Senior Fellow in der Theorie-Abteilung. 1958/59, 1963 und 1973 war er Wissenschaftler am CERN. 1961 wurde er Fellow der American Physical Society.
In der Schweiz entwickelte er die Perturbed Angular Correlation (PAC-Spektroskopie) von Gamma-Strahlern in Festkörpern mit, nach den Arbeiten von Brady und Deutsch 1947. In den USA wechselte er zur Kernphysik, studierte Paritätsverletzung und wandte den Mößbauer-Effekt in Experimenten an. Später wandte er sich der Biophysik und dem Studium der Dynamik von Proteinen zu.
Seit 1975 war er Mitglied der National Academy of Sciences und seit 1981 der American Philosophical Society, seit 1979 Mitglied der Leopoldina und der American Academy of Arts and Sciences. 1981 wurde er zum Fellow der American Association for the Advancement of Science gewählt. Er war auswärtiges Mitglied der Königlich Schwedischen Akademie der Wissenschaften. 1992 erhielt er den Max-Delbrück-Preis in Biophysik der American Physical Society. 2007 erhielt er den Willis-E.-Lamb-Preis.

## Schriften
- mit Ernest M. Henley: Subatomic Physics. Benjamin-Cummings 1991
  - Teilchen und Kerne. Oldenbourg 1979, 4. Auflage 1999
- The Mössbauer Effect. Benjamin 1962
- mit Thomas Ebrey, Barry Honig & Koji Nakanishi: Biophysical Studies. University of Illinois Press 1988
- Frauenfelder zur PAC Spektroskopie mit R. Steffen in Kai Siegbahn (Hrsg.): Alpha-, Beta- and Gamma-Ray Spectroscopy.  North Holland 1968